# Haaranen
Haaranen utgörs av de båda sjöarna Iso-Haaranen och Pieni-Haaranen som ligger i kommunen Saarijärvi i landskapet Mellersta Finland.